# Il cartaio
Il cartaio (bra: Jogador Misterioso) é um filme italiano de 2004, do gênero terror, dirigido por Dario Argento.

## Sinopse
Anna Mari, uma detetive da polícia cujo aniversário é arruinado por um e-mail, recebe um desafio para jogar pôquer pela internet....e se a detetive Mari perder, uma mulher inocente será assassinada na frente da sua câmera. Um atormentado serial killer desafia a polícia e jogar esse jogo continuamente, e Mari se lança em uma frenética investigação para encontrar o maníaco. Enquanto isso, a polícia precisa obter a ajuda de um adolescente, que é um gênio do pôquer, para manter o assassino em desvantagem. Por quanto tempo conseguirão segurar o Jogador Misterioso, antes que a polícia perca novamente e uma outra mulher seja assassinada.

## Elenco
- Stefania Rocca como Anna Mari
- Liam Cunningham como John Brennan
- Silvio Muccino como Remo
- Adalberto Maria Merli como Comissário de Polícia
- Fiore Argento como Lúcia Marini
- Cosimo Fusco como Berardelli
- Mia Benedetta como Francesca
- Giovanni Visentin como C.I.D. Chefe
- Vera Gemma como Terceira Vítima